# Stinson 6000/Airliner
El Stinson SM-6000 Airliner fue un avión comercial trimotor para diez pasajeros de los años 30 del siglo XX, diseñado y construido por la Stinson Aircraft Corporation.

## Diseño y desarrollo
El SM-6000 era un monoplano de ala alta arriostrada con espacio para un piloto y una cabina para diez pasajeros. Estaba propulsado por tres motores Lycoming R-680 de 160 kW (215 hp) montados en los soportes a cada lado y por encima de las unidades principales del tren de aterrizaje, y uno en el morro. Se construyeron una serie de variantes, principalmente con mejoras interiores. En 1932 se produjo el Model U Airliner, que tenía unas alas embrionarias bajas con un motor montado en cada punta alar.

## Variantes

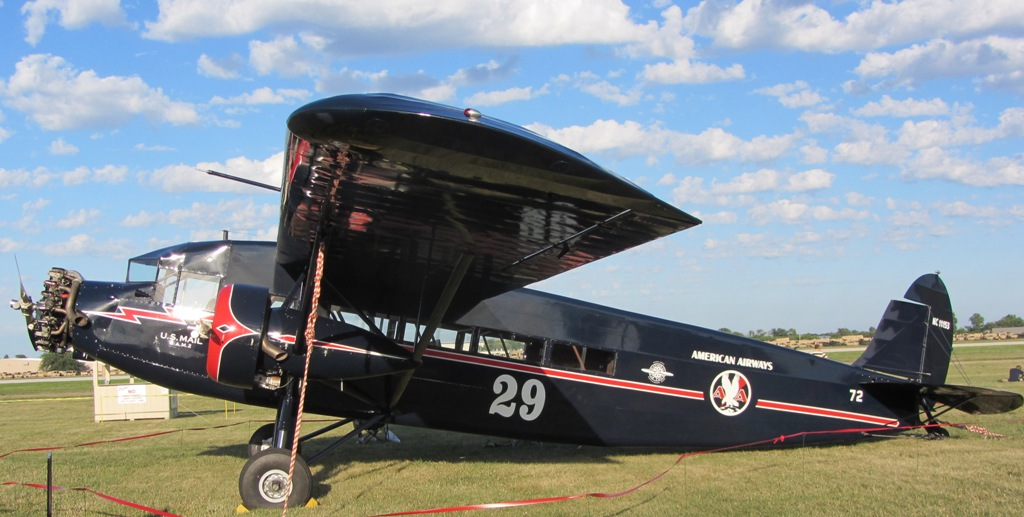
SM-6000-B de Greg Herrick en Mineápolis, Minnesota.

Corman 3000 (6000)
Prototipos iniciales producidos en 1929 por la Corman Aircraft Co., como parte del imperio de Errett Lobban Cord.
SM-6000 Airliner (Model T)
Variante de producción inicial de 1930, con tres motores Lycoming R-680 de 160 kW (215 hp).
SM-6000-A Airliner
Variante de 1930 disponible con diferentes configuraciones de interior.
SM-6000-B1 Airliner
Variante de 1931 solo para pasajeros con mejor equipamiento interior.
SM-6000-B2 Airliner
Como el B1, pero con interior mixto de correos/pasajeros.
Model U Airliner
Modelo mejorado de 1932 con tres motores Lycoming R-680-BA de 179 kW (240 hp) en alas embrionarias.
C-91
Designación militar estadounidense para un SM-6000-A (s/n 42-79547) requisado y puesto en servicio en 1942.

## Operadores
Estados Unidos
- American Airways
- Boston-Maine Central Vermont Airways
- Century Airlines
- Chesapeake Airways
- Chicago and Southern Airlines
- Delta Air Lines
- National Airlines System
- New York, Philadelphia and Washington Airway Corporation aka Ludington Airline
- Rapid Air Lines
- Fuerzas Aéreas del Ejército de los Estados Unidos

## Supervivientes
Solo se sabe que existan dos de estos modelos de ala alta. Uno es propiedad de Greg Herrick en Mineápolis, Minnesota, el otro lo es de Kermit Weeks y permanece en estado de vuelo en el Fantasy of Flight en Polk City, Florida.

## Especificaciones (SM-6000-B)
Referencia datos: airminded, Wagg

### Características generales
- Tripulación: Dos (piloto y copiloto)
- Capacidad: Diez (B1) y ocho (B2) pasajeros
- Longitud: 12,8 m (42 ft)
- Envergadura: 18,3 m (60 ft)
- Altura: 3,7 m (12 ft)
- Superficie alar: 45,6 m² (490,8 ft²)
- Peso vacío: 2620 kg (5774,5 lb)
- Peso cargado: 3910 kg (8617,6 lb)
- Planta motriz: 3× motor radial de nueve cilindros refrigerado por aire Lycoming R-680.
  - Potencia: 160 kW (221 HP; 218 CV) cada uno.

### Rendimiento
- Velocidad máxima operativa (Vno): 234 km/h (145 MPH; 126 kt)
- Velocidad crucero (Vc): 200 km/h (124 MPH; 108 kt)
- Alcance: 628 km (339 nmi; 390 mi)
- Techo de vuelo: 4330 m (14 206 ft)
- Régimen de ascenso: 5,1 m/s (1004 ft/min)

## Aeronaves relacionadas

### Secuencias de designación
- Secuencia SM-_ (interna de Stinson): SM-1 - SM-2 - SM-6 - SM-6000
- Secuencia Alfabética (interna de Stinson): ← Model R - Model S - Model SR - Model T - Model U - Model W
- Secuencia C-_ (Aviones de Carga del USAAC/USAAF/USAF, 1924-1962): ←  C-88 - C-89 - C-90 - C-91 - C-92 - C-93 - C-94 →